# Картер Рауні
Картер Рауні (англ. Carter Rowney, нар. 10 травня 1989, Сексміт, Альберта) — канадський хокеїст, нападник клубу НХЛ «Піттсбург Пінгвінс».
Володар Кубка Стенлі.

## Ігрова кар'єра
Хокейну кар'єру розпочав 2005 року.
Наразі єдиною професійною командою у кар'єрі гравця лишається клуб НХЛ «Піттсбург Пінгвінс».
У 2017 році, граючи за команду «Піттсбург Пінгвінс», став володарем Кубка Стенлі.
Наразі провів 74 матчі в НХЛ, включаючи 20 ігор плей-оф Кубка Стенлі.

## Статистика
| Сезон        | Клуб                            | Ліга         | Регулярний сезон | Регулярний сезон | Регулярний сезон | Регулярний сезон | Регулярний сезон | Плей-оф | Плей-оф | Плей-оф | Плей-оф | Плей-оф |
| Сезон        | Клуб                            | Ліга         | І                | Г                | П                | О                | ШХ               | І       | Г       | П       | О       | ШХ      |
| ------------ | ------------------------------- | ------------ | ---------------- | ---------------- | ---------------- | ---------------- | ---------------- | ------- | ------- | ------- | ------- | ------- |
| 2005–06      | «Гранд-Прері Шторм»             | МХЛА         | 1                | 0                | 1                | 1                | 0                | —       | —       | —       | —       | —       |
| 2006–07      | «Гранд-Прері Шторм»             | МХЛА         | 42               | 7                | 12               | 19               | 28               | 6       | 0       | 0       | 0       | 2       |
| 2007–08      | «Гранд-Прері Шторм»             | МХЛА         | 52               | 16               | 15               | 31               | 47               | —       | —       | —       | —       | —       |
| 2008–09      | «Гранд-Прері Шторм»             | МХЛА         | 62               | 35               | 43               | 78               | 71               | 19      | 12      | 6       | 18      | 10      |
| 2009–10      | Університет Північної Дакоти    | ЗСХА         | 39               | 1                | 7                | 8                | 23               | —       | —       | —       | —       | —       |
| 2010–11      | Університет Північної Дакоти    | ЗСХА         | 28               | 3                | 2                | 5                | 14               | —       | —       | —       | —       | —       |
| 2011–12      | Університет Північної Дакоти    | ЗСХА         | 42               | 18               | 15               | 33               | 18               | —       | —       | —       | —       | —       |
| 2012–13      | Університет Північної Дакоти    | ЗСХА         | 41               | 10               | 17               | 27               | 10               | —       | —       | —       | —       | —       |
| 2012–13      | «Абботсфорд Гіт»                | АХЛ          | 4                | 1                | 0                | 1                | 0                | —       | —       | —       | —       | —       |
| 2013–14      | «Вілінг Нейлерс»                | ХЛСУ         | 39               | 13               | 31               | 44               | 19               | —       | —       | —       | —       | —       |
| 2013–14      | «Вілкс-Барре/Скрентон Пінгвінс» | АХЛ          | 24               | 2                | 2                | 4                | 6                | 7       | 0       | 2       | 2       | 2       |
| 2014–15      | «Вілінг Нейлерс»                | ХЛСУ         | 5                | 1                | 6                | 7                | 2                | —       | —       | —       | —       | —       |
| 2014–15      | «Вілкс-Барре/Скрентон Пінгвінс» | АХЛ          | 63               | 10               | 21               | 31               | 31               | 8       | 2       | 2       | 4       | 4       |
| 2015–16      | «Вілкс-Барре/Скрентон Пінгвінс» | АХЛ          | 74               | 24               | 32               | 56               | 37               | 10      | 4       | 8       | 12      | 6       |
| 2016–17      | «Вілкс-Барре/Скрентон Пінгвінс» | АХЛ          | 26               | 10               | 11               | 21               | 15               | —       | —       | —       | —       | —       |
| 2016–17      | «Піттсбург Пінгвінс»            | НХЛ          | 27               | 3                | 4                | 7                | 4                | 20      | 0       | 3       | 3       | 4       |
| 2017–18      | «Піттсбург Пінгвінс»            | НХЛ          | 27               | 2                | 2                | 11               | 4                |         |         |         |         |         |
| Усього в НХЛ | Усього в НХЛ                    | Усього в НХЛ | 54               | 5                | 6                | 18               | 8                | 20      | 0       | 3       | 3       | 4       |